# PDF-XChange
PDF-XChangeは、カナダのPDF-XChange Co. Ltdが開発しているPortable Document Format（PDF）ファイルの編集・加工・閲覧を可能とするソフトウェアシリーズである。タブ切り替え型のPDFビューワーで、同時に複数のPDFファイルを表示することができる。日本語ほかの多言語に対応している。

## 概要
PDF-XChangeは、カナダのPDF-XChange社によって開発されたPDF関連ソフトウェアシリーズの総称である。特に後述の「PDF-XChange Editor」がよく知られている。2024年12月18日から、Tracker Software Products社からPDF-XChange社へと公式に社名変更されたが、会社の所在地や開発体制には変更がないとしている。
言語ごとに翻訳されている程度は異なるが、英語や日本語を含めて、全38言語に対応している。PDFファイルの閲覧や編集、注釈の追加、ファイル変換などの機能を備えているのが特徴となっている。日本情報経済社会推進協会から事業承継したグローバルサインが発行するJCAN証明書による電子署名追加がAdobe AcrobatやFoxit PDF Editorでは利用できないが、PDF-XChange Editorでは対応している。公称では全世界4億500万以上のユーザーが利用していると発表している。

## 製品の種類

### PDF-XChange Editor
フリーウェア。軽快で多機能なPDFビューア。テキストの挿入や編集、ハイライト、図形やオリジナルスタンプの追加、フリーペイントなど簡易的な編集ができ、スキャナーで取り込んだ画像からPDFファイルへの変換や任意の画像を挿入できる。英語・フランス語・ドイツ語・スペイン語のOCR機能や、Webブラウザ拡張やシェル拡張などの機能を備える。また、非商用に限り無償のPDF-XChange Liteが付属する。

### PDF-XChange Editor Plus
PDF-XChange Editorの機能に加え、作成および入力可能なフォームを編集できる。

### PDF-XChange Lite
非商用に限り無償。PDF仮想プリンタPDF-XChange Standardの簡易版。ほとんどのWindowsアプリケーションから直接、読み込んで新しいPDFファイルを作成できる。

### PDF-XChange Standard
PDF仮想プリンタ。テキスト検索可能なPDFファイルを作成できる。Microsoft OfficeのツールバーアドインとOffice2PDFのバッチ変換ユーティリティが含まれる。

### PDF-XChange PRO
PDF-XChange StandardとPDF-XChange Editor PlusとPDF-Toolsの全ての機能が含まれる。

## 過去の製品

### PDF-XChange Viewer
フリーウェアとしてダウンロード可能である。PDFファイルが閲覧ができるほかに、注釈（アノーテーション）の入力が可能である。アノーテーションの一種であるフリーテキスト（タイプライター機能）は文字を追記したように見せることができる。矢印、囲み線や既定のスタンプを押すこともアノーテーション機能である。PDF本文を作成するには別途ライセンスの購入が必要となる。同様の機能のフリーウェアにFoxit Reader等がある。ただし、ジャングル (企業)からは日本語サポート対応のパッケージ版もシェアウェアとして発売されていた。
2016年3月23日に、v2.5.317を最後に開発を終了し、後継として上位互換のPDF-XChange Editorに置き換えると発表されたものの、その後もPDF-XChange Editor等の更新に合わせて、問題修正などのメンテナンスは続けられているとされている。なお、2025年現在、直近では電子証明書の検証に関する重大な脆弱性を修正したv2.5.322.10（2018年12月13日リリース）以降は更新されていない。

### PDF-XChange社
- 公式サイト（英語）
  - 日本における公式販売業者一覧
  - 旧・公式サイト

### 日本における公式販売業者
- ジャングル社